# Hệ thống APG II
Hệ thống APG II (Angiosperm Phylogeny Group II) là một hệ thống phân loại sinh học thực vật hiện đại dựa trên việc phân tích phân tử được công bố bởi Angiosperm Phylogeny Group (Nhóm phát sinh chủng loài thực vật hạt kín) vào tháng 4 năm 2003. Đây là phiên bản chỉnh sửa lại của hệ thống phân loại APG đầu tiên, công bố năm 1998. Hiện tại nó đã được thay thế bằng hệ thống APG III công bố tháng 10 năm 2009. APG II được công bố như sau:
- Angiosperm Phylogeny Group (2003)."An update of the Angiosperm Phylogeny Group classification for the ordors and families of flowering plants: APG II". Botanical Journal of the Linnean Society 141(4): 399-436. (Available online: Tóm tắt Lưu trữ ngày 19 tháng 9 năm 2012 tại archive.today | Toàn văn (HTML) Lưu trữ ngày 5 tháng 12 năm 2012 tại archive.today | Toàn văn (PDF) Lưu trữ ngày 16 tháng 10 năm 2022 tại Wayback Machine)

Hệ thống APG II công nhận 45 bộ, nhiều hơn so với hệ thống APG là 5 bộ. Các bộ mới là Austrobaileyales, Canellales, Gunnerales, Celastrales, Crossosomatales, tất cả trong đó đều là các họ trước đó không đặt vào bộ, mặc dù được chứa trong các nhánh trên bộ trong hệ thống APG. APG II công nhận 457 họ, ít hơn 5 họ so với hệ thống APG. Tổng cộng vẫn có 39 họ của APG II không đặt trong bộ nào, nhưng trong đó 36 họ đã từng đặt trong nhánh trên bộ trong phạm vi thực vật hạt kín. 55 họ được biết đến như là"các họ trong ngoặc đơn", nghĩa là chúng là các họ tùy chọn, là các phần được tách ra từ các họ có định nghĩa rộng (sensu lato), khi hiểu các họ đó theo nghĩa hẹp (sensu stricto).
Hệ thống APG II có ảnh hưởng và được chấp nhận hoặc là toàn bộ hoặc là một phần (đôi khi có sửa đổi) trong một loạt các dẫn chiếu gần đây.

## Danh sách các thực vật trong hệ thống
Các nhóm chính trong hệ thống (tất cả các nhánh không phân hạng nằm giữa cấp lớp và bộ là như sau:
- angiosperms:
magnoliids
monocots
commelinids
eudicots
core eudicots
rosids
eurosids I
eurosids II
asterids
euasterids I
euasterids II

Phần thể hiện dưới đây là phân loại gần như đầy đủ, ngoại trừ 15 chi và 3 họ không xác định vị trí trong APG II. Các đơn vị này được liệt kê trong phần cuối của phụ lục trong đoạn có tiêu đề"Taxa of Uncertain Position"(Các đơn vị phân loại có vị trí không chắc chắn). Dưới một vài nhánh liệt kê các họ có vị trí không chắc chắn (incertae sedis) trong chính nhánh đó. 36 họ được đặt như vậy. Điều này có nghĩa là quan hệ phát sinh chủng loài của chúng đối với các thành viên khác của nhánh vào thời điểm công bố phân loại của APG II là vẫn chưa rõ.
- Cấp độ cận ngành thực vật hạt kín cơ sở
họ Amborellaceae
họ Chloranthaceae
họ Nymphaeaceae [+ họ Cabombaceae]
bộ Austrobaileyales
bộ Ceratophyllales
nhánh magnoliids
bộ Canellales
bộ Laurales
bộ Magnoliales
bộ Piperales
nhánh monocots
họ Petrosaviaceae
bộ Acorales
bộ Alismatales
bộ Asparagales
bộ Dioscoreales
bộ Liliales
bộ Pandanales
nhánh commelinids
họ Dasypogonaceae
bộ Arecales
bộ Commelinales
bộ Poales
bộ Zingiberales
nhánh eudicots
họ Buxaceae [+ họ Didymelaceae]
họ Sabiaceae
họ Trochodendraceae [+ họ Tetracentraceae]
bộ Proteales
bộ Ranunculales
nhánh core eudicots
họ Aextoxicaceae
họ Berberidopsidaceae
họ Dilleniaceae
bộ Gunnerales
bộ Caryophyllales
bộ Santalales
bộ Saxifragales
nhánh rosids
họ Aphloiaceae
họ Geissolomataceae
họ Ixerbaceae
họ Picramniaceae
họ Strasburgeriaceae
họ Vitaceae
bộ Crossosomatales
bộ Geraniales
bộ Myrtales
nhánh eurosids I
họ Zygophyllaceae [+ họ Krameriaceae]
họ Huaceae
bộ Celastrales
bộ Cucurbitales
bộ Fabales
bộ Fagales
bộ Malpighiales
bộ Oxalidales
bộ Rosales
nhánh eurosids II
họ Tapisciaceae
bộ Brassicales
bộ Malvales
bộ Sapindales
nhánh asterids
bộ Cornales
bộ Ericales
nhánh  euasterids I
họ Boraginaceae
họ Icacinaceae
họ Oncothecaceae
họ Vahliaceae
bộ Garryales
bộ Gentianales
bộ Lamiales
bộ Solanales
nhánh euasterids II
họ Bruniaceae
họ Columelliaceae [+ họ Desfontainiaceae]
họ Eremosynaceae
họ Escalloniaceae
họ Paracryphiaceae
họ Polyosmaceae
họ Sphenostemonaceae
họ Tribelaceae
bộ Apiales
bộ Aquifoliales
bộ Asterales
bộ Dipsacales

Lưu ý:"+..."= họ chia tách tùy chọn, có thể tách ra từ họ đứng trước đó.

## Biểu đồ

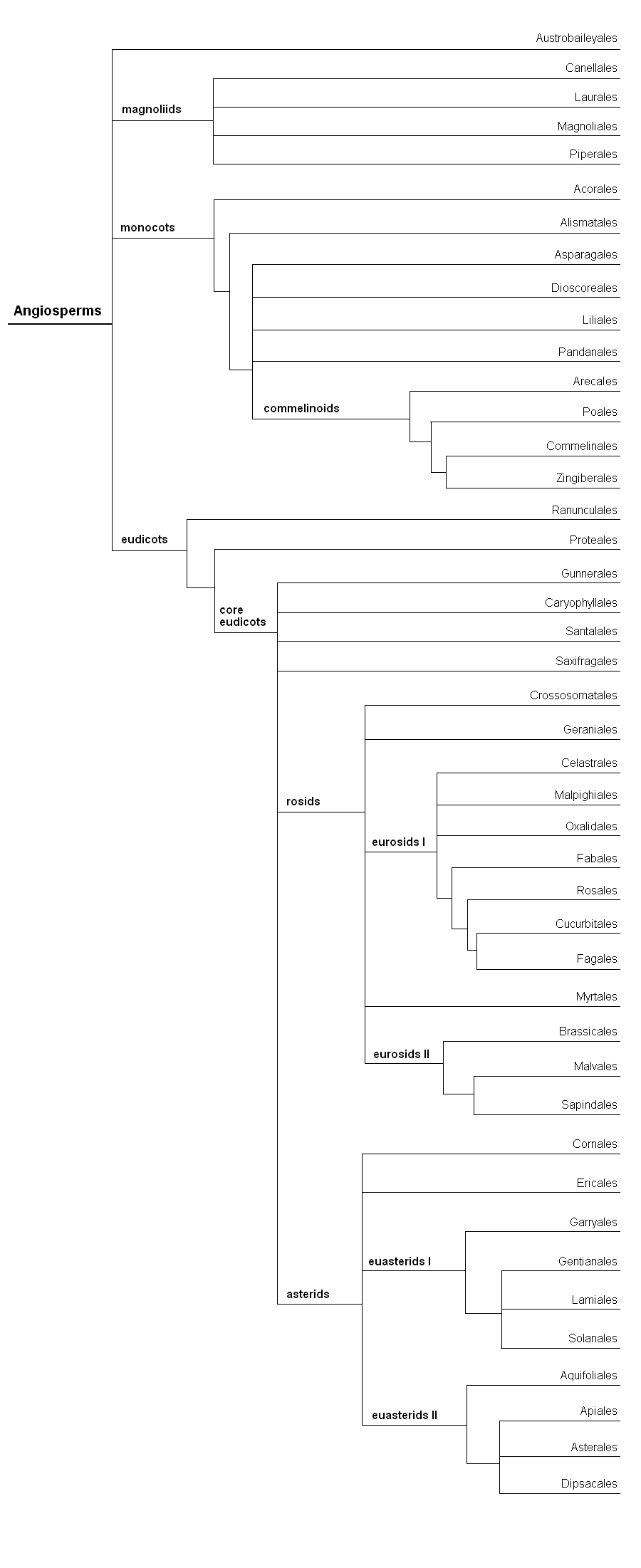
Biểu đồ chỉ ra các mối quan hệ, nhưng loại trừ các đơn vị phân loại không đặt trong phạm vi một bộ